# Cirigliano
Cirigliano é uma comuna italiana da região da Basilicata, província de Matera, com uma estimativa de 290 habitantes no ano de 2022. Estende-se por uma área de 14 km², tendo uma densidade populacional de 19.46 hab/km². Faz fronteira com Accettura, Gorgoglione, Pietrapertosa (PZ), Stigliano.

## Demografia
| Variação demográfica do município entre 1861 e 2011                               |
|                                                                                   |
| Fonte: Istituto Nazionale di Statistica (ISTAT) - Elaboração gráfica da Wikipedia |